# Göschitz
Göschitz település Németországban, azon belül Türingiában. Lakosainak száma 203 fő (2023. december 31.). Göschitz Dittersdorf és Tegau községekkel határos.

## Népesség
A település népességének változása:
| Lakosok száma | 217  | 211  | 206  | 202  | 203  |
|               | 2017 | 2019 | 2021 | 2022 | 2023 |